# Cratere Lotta
Lotta  è un cratere sulla superficie di Venere.